# Карл-Гайнц Тун
Карл-Гайнц Тун (нім. Karl-Heinz Thun, 29 квітня 1937 — 15 червня 1993) — східнонімецький яхтсмен.
Срібний призер Олімпійських Ігор 1972 року в класі Дракон, бронзовий призер 1968 року в класі Дракон.